# Benwenuta Bojani
Benwenuta Bojani, wł. Benvenuta Boiani (ur. 4 maja 1255 w Cividale del Friuli w Republice Weneckiej, zm. 30 października 1292 tamże) – dziewica, tercjarka dominikańska, błogosławiona Kościoła rzymskokatolickiego.

## Życiorys
Benwenuta Bojani urodziła się w chrześcijańskiej rodzinie wielodzietnej, jako siódma córka weneckiego szlachcica. Już we wczesnej młodości podejmowała surowe umartwienia i prowadząc surowe życie popadła w poważną chorobę. Zwróciła wówczas uwagę na św. Dominika Guzmána i ślubując pielgrzymkę do jego grobu w Bolonii odzyskała zdrowie. Wstąpiła wówczas do Trzeciego Zakonu Kaznodziejskiego założonego przez św. Dominika oddając się pokucie, modlitwie i kontemplacji. Zmarła w wieku 37 lat i została pochowana w kościele św. Dominika w Cividale.
Jej kult rozprzestrzenił się najpierw w zakonach dominikańskich a później we włoskich diecezjach. Beatyfikacji Benwenuty Bojani dokonał papież Klemens XIII w 1765 roku.
Wspomnienie liturgiczne błogosławionej obchodzone jest w dzienną rocznicę śmierci.